# 佐洛塞格瓦尔
佐洛塞格瓦尔，是匈牙利维斯普雷姆州所辖的一个村，总面积6.84平方公里，总人口157，人口密度23.0人/平方公里（2010年1月1日）。